# Géographie de l'île de Man
La géographie de l’île de Man est celle d’un petit archipel européen faisant partie des îles Britanniques et baignée par la mer d’Irlande. Elle constitue une dépendance autonome du Royaume-Uni bien qu’elle ait le statut de dépendance de la Couronne et ne fait pas formellement partie du territoire du Royaume-Uni. Peuplée d’environ 80 000 habitants, sa capitale, principal port et ville de l’archipel, est Douglas située sur la côte sud-est de l’île principale.
L’île principale de Man, au relief peu élevé culminant à 621 mètres au Snaefell, a un climat océanique très doux qui profite à une végétation formée principalement de forêts, de landes et de pâturages.

## Situation
L’île de Man est un petit archipel situé en Europe occidentale, dans la mer d’Irlande qui se trouve au centre des îles Britanniques. Il est à égale distance de l’Irlande (à l’ouest) et de la Grande-Bretagne (à l’est) avec 50 kilomètres d’éloignement des côtes et se trouve au sud de l’Écosse et au nord du Pays de Galles.
L’île principale de l’archipel, appelée aussi île de Man, est entourée par trois autres petites îles : Calf of Man, Saint-Michael et Saint-Patrick ainsi que par plusieurs récifs et rochers.

## Géographie physique

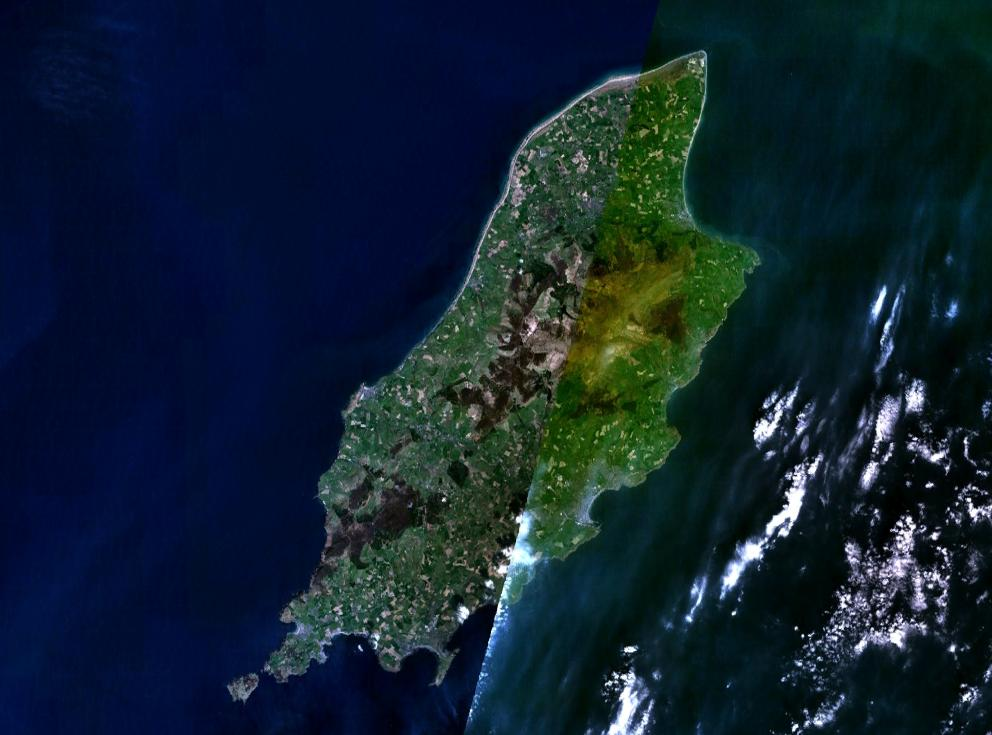
Image satellite de l’île de Man.

### Topographie
L'île de Man, île allongée orientée nord-est-sud-ouest, a une superficie de 572 km2, mesure 52 kilomètres de long (du nord au sud) pour 22 kilomètres de large au maximum (d'est en ouest) et a une côte totalisant 160 kilomètres de longueur. Cette taille relativement réduite est compensée par des paysages variés : l'île comporte deux massifs montagneux culminants au Snaefell (621 mètres), situés au nord et au sud de l'île et séparés par une vallée transversale reliant Douglas à Peel. Autour de ces deux massifs et principalement sur les extrémités nord et sud de l'île s'étendent des plaines.
Les côtes sont formées de falaises et de caps rocheux encadrant des plages de sable logées au fond de baies et de criques. Ces côtes sont peu découpées sauf dans le sud de l'île où elles dessinent de nombreux caps et criques autour de Port Erin, Port Saint Mary et Castletown et forment deux péninsules : la péninsule de Meayll et la péninsule de Langness, ancienne île rattachée à Man par un tombolo.
Le point le plus au nord de l'île de Man, le Point of Ayre et le point le plus à l'est, Maughold Point, délimitent la plus grande baie de l'île, la baie de Ramsey, largement ouverte vers le nord-est. Le point le plus au sud de l'île de Man est quant à lui formé par Dreswick Point sur la péninsule de Langness.

### Climat

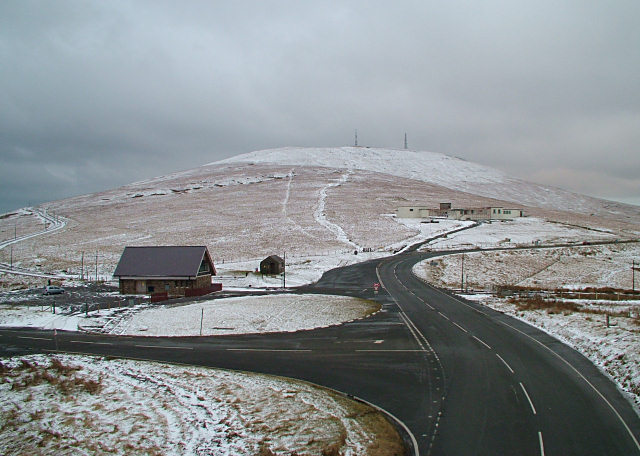
Neige sur le sommet du Snaefell.

Le climat de l’île de Man est typiquement océanique grâce aux effets de la dérive nord atlantique. Il est ainsi caractérisé par une grande douceur et une faible variation des températures : février est généralement le mois le plus froid de l'année avec 4,9 °C de température moyenne (les périodes de gel et de neige étant très peu fréquentes et ne durant pas longtemps) tandis que les mois de juillet et d'août sont les plus chauds avec une température maximale de 17,6 °C, la température maximale enregistrée sur l'île de Man étant de 28,9 °C dans le Ronaldsway.
Les vents dominants venant du sud-ouest amènent des pluies généralement en avril, mai et juin qui sont les mois les plus pluvieux tandis que celui de février est le plus sec. Les mois de mai, juin et juillet sont les plus ensoleillés, les orages étant rares.
En dépit de sa petite taille, l'île de Man est sujette à des variations locales du climat. Ainsi, le brouillard affecte souvent les côtes sud et est de l'île même en été mais il est moins fréquent sur les côtes nord et ouest. L'altitude joue aussi un rôle, les brouillards et les pluies y étant les plus fréquents. Le Snaefell reçoit deux à quatre fois plus de précipitations que la région de Ronaldsway située au sud-est de l'île où la moyenne annuelle est de 863 millimètres.

### Hydrographie
L’île de Man comporte quelques cours d'eau dont le plus long est la Sulby avec 17 kilomètres de longueur.
Les deux plus grands lacs de l'île sont des lacs de barrage, les réservoirs de Sulby et d'Injebreck.

### Faune et flore
Les principales formations végétales de l’île de Man sont des forêts, des landes et des pâturages.

### Géologie

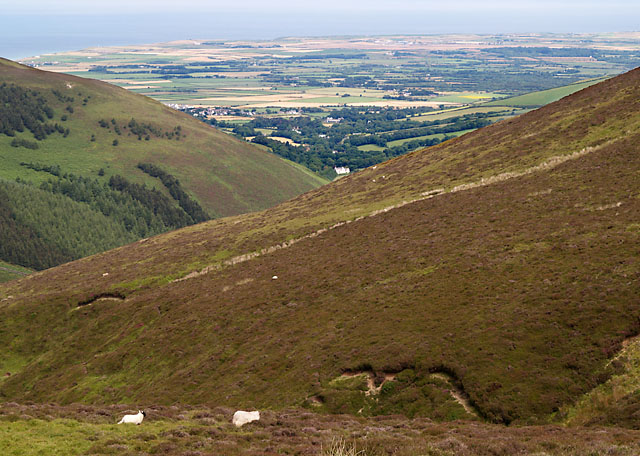
Vue sur les pentes septentrionales du Slieu Dhoo.

Les hauteurs de l’île de Man sont constituées des mêmes roches qui forment les Highlands d'Écosse et les montagnes de Mourne en Irlande du Nord.
En effet, il y a 410 millions d'années, l'océan Iapetus s'est refermé à la faveur du rapprochement de deux masses continentales. Les roches sédimentaires qui en recouvrait le fond se sont alors retrouvées plissées et projetées en altitude en formant une chaîne de montagnes. Certaines de ses roches sédimentaires plissées sont encore visibles à Sugarloaf et à Chasms. Ces montagnes se sont ensuite érodées presque complètement sous l'action des intempéries et des calottes glaciaires dont les dernières se sont complètement retirées de l'île à la fin de la dernière glaciation.

### Ressources naturelles
L’île de Man connu une exploitation minière lorsque des gisements de zinc, de cuivre et de plomb étaient exploités depuis la Préhistoire et jusqu'au début du XXe siècle.
Les deux tiers de l'île de Man sont cultivés sans irrigation, principalement dans les plaines côtières du nord et du sud de l'île. Le reste du territoire est occupé par les villes et villages, des forêts, pâturages et landes.

## Géographie humaine

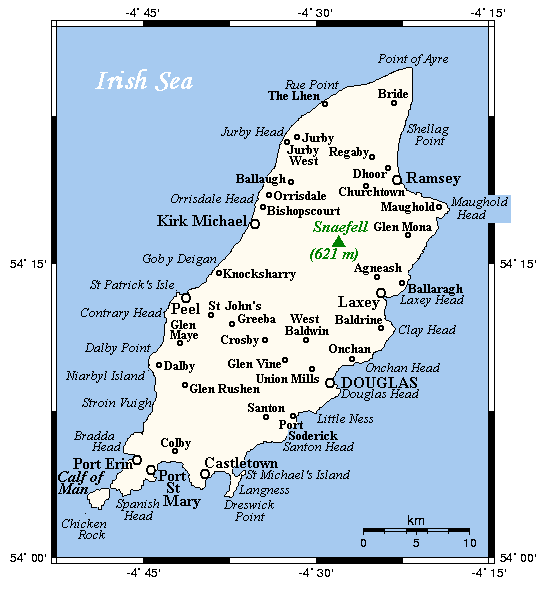
Carte de l'Île de Man.

### Divisions administratives
L’île de Man est divisées en six principales divisions appelées sheading. Ces six sheadings sont eux-mêmes découpés en 24 districts ayant le statut de ville, village ou paroisse. Ces districts sont ensuite soit regroupés, soit divisés en 15 circonscriptions électorales (en anglais Election Constituencies) permettant d'élire les 24 parlementaires siégeant au Tynwald, le parlement local.

### Occupation de l’espace
La majorité de la population, des infrastructures et des cultures sont regroupés le long des côtes et sur les plaines nord et sud de l'île.

### Géographie économique
La capitale économique de l’île de Man est Douglas, sur la côte est, car cette ville, la plus peuplée de l'île, dispose d'un port en eau profonde. Elle est également le siège du gouvernement de l'île de Man et constitue la porte d'entrée principale pour les visiteurs et les marchandises en provenance du Royaume-Uni et d’Irlande.
L’île de Man possède un seul aéroport, celui-ci étant situé sur la côte sud-est, dans la région du Ronaldsway, à proximité de Castletown. Le principal port de l'île est celui de Douglas, Ramsey, situé au nord-est, et Castletown, situé au sud, étant les deux autres principaux ports de l'île. L’île de Man possède en outre 800 kilomètres de routes revêtues et 65 kilomètres de voie de chemin de fer (7 kilomètres en voie normale et 58 kilomètres en voie étroite).